# Венедикт (Поляков)
Венедикт Поляков (в миру Володимир Поляков; 15 липня 1884, Кишинів, Об'єднане князівство Волощини та Молдови — 6 грудня 1963, там же) — єпископ Українського екзархату Московської патріархії з титулом "Житомирський і Овруцький". За походженням — московит. На кафедру зведений за погодженням з окупаційними органами влади СССР.

## Життєпис
Народився у 1884 в родині іконостасного майстра. Закінчив Кишинівське духовне училище і Кишинівську духовну семінарію в 1905. 

### Священник
У листопаді 1905 висвячений у сан диякона, а потім — на священника. Був настоятелем церкви в селі Баламутівка, в 1908 — 1910 — в селі Шолданешти Кишинівської єпархії. 
У 1914 закінчив Київську духовну академію зі ступенем кандидата богослов'я. 
У 1914 — 1919 — інспектор і законовчитель жіночого єпархіального училища в Бєлгороді . 
З 1920 — законовчитель жіночого єпархіального училища в Сімферополі і настоятель церкви при училищі, потім служив в Успенській церкві Старого Криму. 
З 1922 — протоієрей, настоятель Олександро-Невського собору в Феодосії (обраний віруючими), неодноразово піддавався арештам. 
У 1923 служив у Микільській церкві в Одесі. 

### Служіння в Молдові
З 1923 — священик російської Ольгинської церкви в Кишиневі, який тоді входив до складу Румунії. Виступав на захист прав російського населення, був послідовним прихильником церковнослов'янської богослужбової мови і юліанського календаря. 
У 1925 — 1927 служив у Таборському Успенському жіночому монастирі. 
У 1927 заарештований румунською владою і висланий з країни. Був настоятелем російських храмів в Сербії, Франції, Італії. 
У 1930 домігся скасування рішення про вислання і повернувся в Кишинів, де став настоятелем російської Серафимівської церкви, продовживши активну громадську діяльність, за що зазнав переслідувань з боку румунської цивільної і церковної влади (остання розглядала питання про позбавлення його сану). 
З 1935 — керівник Союзу російської меншини в Румунії. 

### Діяльність під час Другої світової війни
Після окупації Бессарабії Совєцьким Союзом в червні 1940 протоієрей Володимир Поляков  призначений настоятелем Всіхсвятської староцвинтарної церкви Кишинева в юрисдикції РПЦ. Під час Німецько-совєцької війни та окупації Кишинева німцями таємно служив удома. Неодноразово заарештовувався румунською владою. 
Після окупації Червоною армією Кишинева у 1944 знову став настоятелем Всіхсвятської староцвинтарної церкви. 
У 1945 брав участь у Помісному Соборі Російської Православної Церкви. 

### Архієрей
15 лютого 1947 в Троїце-Сергієвій Лаврі намісником Лаври архімандритом Іоанном Разумовим  пострижений у чернецтво з ім'ям Венедикт . 
17 лютого ієромонах Венедикт Патріархом Алексієм I зведений в сан архімандрита і в той же день 17 лютого в залі засідань Священного Синоду було скоєне наречення архімандрита Венедикта на єпископа Кишинівського і Молдовського . 
18 лютого 1947 у Воскресенській церкві в Брюсовському провулку Москви звершена хіротонія архімандрита Венедикта в єпископа Кишинівського і Молдовського. Хіротонію здійснювали: Патріарх Московський і всієї Русі Алексій I, Екзарх Московської Патріархії Митрополит Серафим Лук'янов і єпископ Рязанський та Касімовський Ієронім Захаров. 
З 3 червня 1948 — єпископ Іванівський і Кінешемський. 
25 лютого 1953 возведений у сан архієпископа. 
Відкривав храми, організував у єпархії пастирські курси, що призвело до конфлікту з уповноваженим Ради у справах РПЦ і вимушеного переведення до Житомира. 
З 23 липня 1956 — архієпископ Житомирський і Овруцький. У проповідях критикував антирелігійну кампанію, що підсилювалася. Свою позицію пояснював прямо:  
«Наше становище подібне такому: людину зв'язали по руках і ногах, б'ють її, паплюжать у пресі, по радіо, називають мракобісом і ти не маєш можливості, будучи зв'язаним, навіть відмахнутися. Церковний амвон єдине місце, де ми, духовенство, повинні дати відсіч наступаючим на віру. Я чесно служу церкві і буду захищати віру». 
8 вересня 1958 звільнений на спокій. За деякими даними причиною цього стала публікація в західному журналі статті з критикою закриття церков у СРСР. Жив в Кишиневі під домашнім арештом. 
Помер 6 грудня 1963 в Кишиневі. 